# Mesotroea cyanipennis
Mesotroea cyanipennis là một loài bọ cánh cứng trong họ Cerambycidae.